# Nature Valley International 2021 - Qualificazioni singolare maschile
Le qualificazioni del singolare maschile del Nature Valley International 2021 sono state un torneo di tennis preliminare per accedere alla fase finale della manifestazione. I vincitori dell'ultimo turno sono entrati di diritto nel tabellone principale. In caso di ritiro di uno o più giocatori aventi diritto a questi sono subentrati i lucky loser, ossia i giocatori che hanno perso nell'ultimo turno ma che avevano una classifica più alta rispetto agli altri partecipanti che avevano comunque perso nel turno finale.

## Teste di serie
1. Kwon Soon-woo (primo turno)
2. Norbert Gombos (ultimo turno, Lucky loser)
3. Il'ja Ivaška (qualificato)
4. Andreas Seppi (ultimo turno, Lucky loser)

1. James Duckworth (qualificato)
2. Mikael Ymer (qualificato)
3. Kevin Anderson (primo turno)
4. Michail Kukuškin (qualificato)

## Qualificati
1. James Duckworth
2. Mikael Ymer

1. Il'ja Ivaška
2. Michail Kukuškin

### Lucky loser
1. Norbert Gombos
2. Alastair Gray

1. Max Purcell
2. Andreas Seppi

## Tabellone

### Legenda
| - Q = Qualificato - WC = Wild card - LL = Lucky loser | - ALT = Alternate - SE = Special Exempt - PR = Protected Ranking | - w/o = Walkover - r = Ritirato - d = Squalificato |

### Sezione 1
|  | Primo turno | Primo turno     | Primo turno     | Primo turno | Primo turno |  |  | Ultimo turno | Ultimo turno    | Ultimo turno    | Ultimo turno | Ultimo turno |  |
|  |             |                 |                 |             |             |  |  |              |                 |                 |              |              |  |
|  | 1           | Kwon Soon-woo   | 6               | 2           | 3           |  |  |              |                 |                 |              |              |  |
|  | WC          | Alastair Gray   | 4               | 6           | 6           |  |  | WC           | Alastair Gray   | Alastair Gray   | 3            | 64           |  |
|  |             | Filip Jianu     | Filip Jianu     | 4           | 3           |  |  | 5            | James Duckworth | James Duckworth | 6            | 7            |  |
|  | 5           | James Duckworth | James Duckworth | 6           | 6           |  |  |              |                 |                 |              |              |  |

### Sezione 2
|  | Primo turno | Primo turno          | Primo turno    | Primo turno | Primo turno |  |  | Ultimo turno | Ultimo turno   | Ultimo turno   | Ultimo turno | Ultimo turno |  |
|  |             |                      |                |             |             |  |  |              |                |                |              |              |  |
|  | 2           | Norbert Gombos       | Norbert Gombos | 6           | 7           |  |  |              |                |                |              |              |  |
|  | WC          | Lui Maxted           | Lui Maxted     | 4           | 64          |  |  | 2            | Norbert Gombos | Norbert Gombos | 3            | 5            |  |
|  |             | Geoffrey Blancaneaux | 6              | 2           | 1           |  |  | 6            | Mikael Ymer    | Mikael Ymer    | 6            | 7            |  |
|  | 6           | Mikael Ymer          | 1              | 6           | 6           |  |  |              |                |                |              |              |  |

### Sezione 3
|  | Primo turno | Primo turno        | Primo turno        | Primo turno | Primo turno |  |  | Ultimo turno | Ultimo turno | Ultimo turno | Ultimo turno | Ultimo turno |  |
|  |             |                    |                    |             |             |  |  |              |              |              |              |              |  |
|  | 3           | Il'ja Ivaška       | Il'ja Ivaška       | 6           | 7           |  |  |              |              |              |              |              |  |
|  | Alt         | John-Patrick Smith | John-Patrick Smith | 4           | 63          |  |  | 3            | Il'ja Ivaška | 6            | 6            | 6            |  |
|  |             | Max Purcell        | 7                  | 4           | 6           |  |  |              | Max Purcell  | 7            | 2            | 1            |  |
|  | 7           | Kevin Anderson     | 67                 | 6           | 3           |  |  |              |              |              |              |              |  |

### Sezione 4
|  | Primo turno | Primo turno        | Primo turno        | Primo turno | Primo turno |  |  | Ultimo turno | Ultimo turno     | Ultimo turno     | Ultimo turno | Ultimo turno |  |
|  |             |                    |                    |             |             |  |  |              |                  |                  |              |              |  |
|  | 4           | Andreas Seppi      | Andreas Seppi      | 6           | 6           |  |  |              |                  |                  |              |              |  |
|  |             | Christian Harrison | Christian Harrison | 3           | 3           |  |  | 4            | Andreas Seppi    | Andreas Seppi    | 2            | 5            |  |
|  |             | Nick Chappell      | Nick Chappell      | 2           | 3           |  |  | 8            | Michail Kukuškin | Michail Kukuškin | 6            | 7            |  |
|  | 8           | Michail Kukuškin   | Michail Kukuškin   | 6           | 6           |  |  |              |                  |                  |              |              |  |